# Lucanus szetschuanicus szetschuanicus
Lucanus szetschuanicus szetschuanicus es una subespecie de la especie Lucanus szetschuanicus, de coleóptero de la familia Lucanidae.

## Distribución geográfica
Habita en Sichuan (China).